# نیل بالایی بزرگ
نیل بالایی بزرگ (به لاتین: Greater Upper Nile) یک منطقهٔ مسکونی در سودان جنوبی است که در سودان جنوبی واقع شده‌است. نیل بالایی بزرگ ۲۳۶٬۲۰۸ کیلومتر مربع مساحت و ۴٬۱۱۹٬۷۰۰ نفر جمعیت دارد.